# Кимополеја
Кимополеја (грч. Κυμοπολεια) је у грчкој митологији била нимфа.

## Етимологија
Њено име значи „опсег таласа“, а изведено од грчких речи kyma и poleô.

## Митологија
Кимополеја је била нимфа халијада, кћерка бога Посејдона и супруга гиганта Бријареја са којим је можда имала кћерку Еолику. Њу је отац дао као награду Бријареју због храбрости коју је показао у борби против титана. Била је највероватније божанство застрашујућих таласа које је стварала олуја којом је владао њен супруг. Попут њега, вероватно је замишљана као гигант. Неки извори изједначавају ову нимфу са Киматолегом. О обема је писао Хесиод у теогонији.